# Ondřej Kopřiva
Ondřej Kopřiva (* 24. Mai 1988) ist ein tschechischer Badmintonspieler. 

## Karriere
Ondřej Kopřiva gewann 2004 und 2007 den tschechischen Juniorentitel im Herrendoppel. 2008 wurde er tschechischer Mannschaftsmeister mit dem Team von TJ Sokol Dobruška. 2009 siegte er bei den Slovak International. Bei der Badminton-Weltmeisterschaft 2010 reichte es dagegen nur zu Rang 33.

## Sportliche Erfolge
| Saison | Veranstaltung                                   | Disziplin    | Platz | Name                           |
| ------ | ----------------------------------------------- | ------------ | ----- | ------------------------------ |
| 2004   | Tschechische Einzelmeisterschaften der Junioren | Herrendoppel | 1     | Tomáš Kopřiva / Ondřej Kopřiva |
| 2007   | Tschechische Einzelmeisterschaften der Junioren | Herrendoppel | 1     | Ondřej Kopřiva / Mikuláš Skála |
| 2008   | Tschechische Mannschaftsmeisterschaft           | Team         | 1     | TJ Sokol Dobruška              |
| 2009   | Slovak International                            | Herrendoppel | 1     | Ondřej Kopřiva / Tomáš Kopřiva |
| 2010   | Weltmeisterschaft 2010                          | Herrendoppel | 33    | Ondřej Kopřiva / Tomáš Kopřiva |
| 2015   | Uganda International                            | Herrendoppel | 1     | Pavel Florián / Ondřej Kopřiva |